# Terrain de la MAAA
Le Terrain de la Montreal Amateur Athletic Association ou Terrain de la MAAA (en anglais Montreal Amateur Athletic Association Grounds ou MAAA Grounds) est un ancien complexe sportif situé à Westmount au Québec (Canada), en banlieue de Montréal. Il a été utilisé à partir de 1888 et jusqu'à la fin des années 1930. Il était localisé sur la rue Sainte-Catherine, près de l'intersection de la rue Dorchester. 

## Histoire
Depuis 1858, le terrain de cricket de Montréal et son voisin, le terrain de crosse, sont parmi les principaux équipements sportifs de la ville de Montréal. En particulier, des clubs affiliés au Montreal Amateur Athletic Association (MAAA), dont le Montreal Football Club (football canadien), y ont leur domicile. Cependant ces terrains sont fermés en 1887 pour laisser place au développement urbain. Pour cette raison, le MAAA se porte acquéreur en mars 1888 d'un vaste terrain situé dans la municipalité de Côte Saint-Antoine (plus tard renommée Westmount) pour y installer ses clubs sportifs. Ce terrain faisait partie du domaine appelé la ferme Irvine. Une maison déjà existante sert de premier clubhouse. Le club prend entente avec la municipalité de Côte-Saint-Antoine pour ne payer que 100 dollars en lieu de taxes municipales tant que le terrain sert à des fins sportives.
Durant la Première Guerre mondiale, le terrain est utilisé par les forces armées, notamment pour la revue de troupes, et le pavillon sert de maison de convalescence pour les soldats blessés rapatriés.
En 1936, la MAAA vend ses installations à la ville de Westmount pour un montant de 230 000 $CA. Cette vente a été faite pour des raisons principalement financières, car le terrain générait peu de revenus pour l'association, tout en étant coûteux à entretenir. La ville de Westmount continue à utiliser les installations pour des activités sportives sous le nom de Westmount Athletic Grounds. En 1961, la Protestant School Board of Greater Montreal construit à l'emplacement des estrades et du clubhouse une école secondaire, la Westmount High School. Les terrains de sport sont toujours présents à leur emplacement original et sont utilisés par l'école et la population de Westmount.

## Installations
Les installations, vers la fin du XIXe siècle, comprennent un terrain de sport de 600 pi (182,9 m) par 430 pi (131,1 m), gazonné et drainé, et ayant en son centre une piste de cricket de 90 pi (27,4 m) par 160 pi (48,8 m). Une piste cendrée de 1 760 pi (536,4 m), soit un tiers de mille, entoure le terrain. Pour le bénéfice des courses cyclistes, les courbes en sont inclinées. Des équipements de sonorisation et de chronométrage sont présents. 
Neuf courts de tennis, soit sept en gazon et deux en terre battue, sont situés au sud du terrain de jeu, de même qu'une piste d'entraînement pour le cricket. Des terrains de boulingrin sont également présents en 1936.
Des estrades, protégées par un toit, sont situées sur le côté nord du stade, adossées à la rue Sainte-Catherine. Elles sont composées de sept sections. Celle du centre, plus élevée, contient 600 sièges réservés pour les membres du MAAA, ses officiers, la presse et les dames. Sous celle-ci se trouvent les chambres des joueurs. Une clôture de bois de 8 pi (2,4 m) de haut entoure les terrains, à l'exception du côté des estrades.

### Pavillon
Un pavillon ou clubhouse est situé derrière les estrades, accessible par la rue Sainte-Catherine. Il comprend trois étages, le deuxième étant constitué d'une grande salle pour des réceptions ou des spectacles, et le troisième abritant les logements des employés d'entretien. Au bas se trouvent les vestiaires, les douches et salles de bain, la billetterie et des salles de réunion.

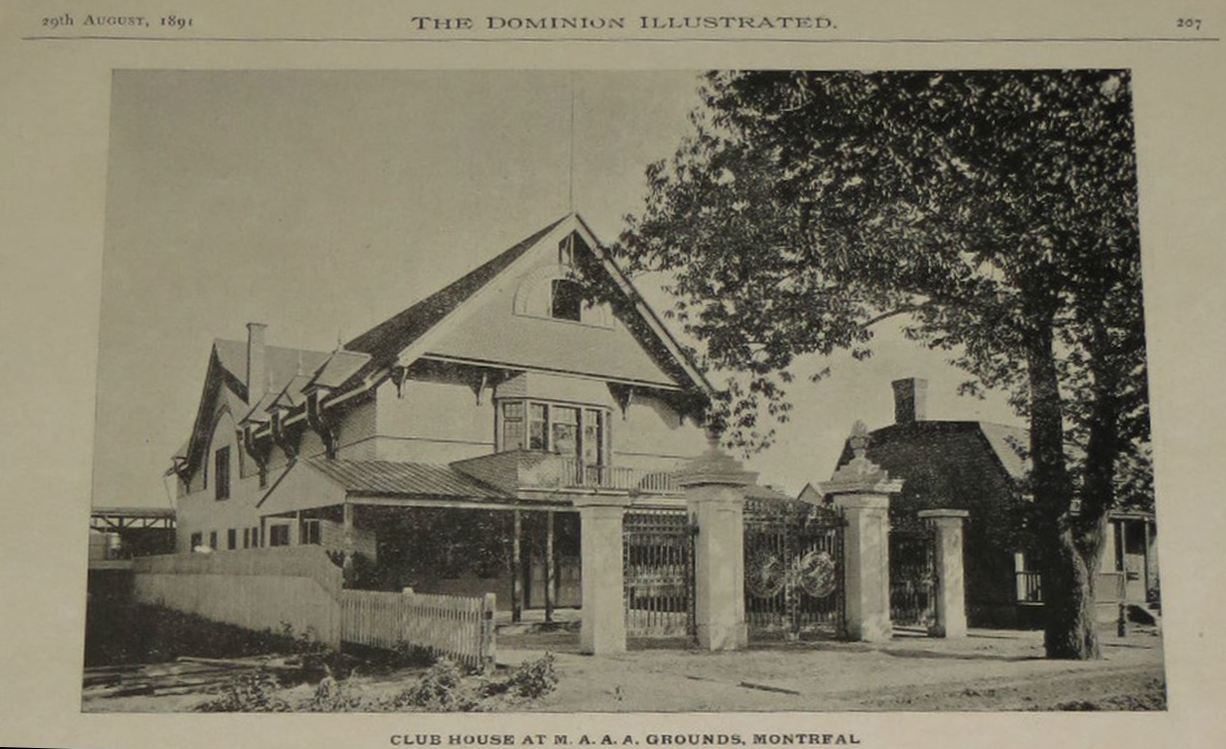
Le pavillon du MAAA en 1891

## Sports

### Cyclisme
Le Montreal Bicycle Club, très actif à la fin du XIXe siècle, organise de nombreuses courses au stade.

### Football canadien
Le terrain du MAAA a été le domicile des Montreal AAA Winged Wheelers (à l'origine appelé le Montreal Football Club) depuis 1891 jusqu'en 1930,. 

### Crosse
L'inauguration du nouveau stade en mai 1889 est marquée par un match de crosse entre le club Shamrock et le Montreal Lacrosse Club, affilié au MAAA. Ce dernier club  devient un résident du stade.

### Athlétisme
Dès l'ouverture du terrain en 1889 des compétitions d'athlétisme y sont présentées. Les championnats canadiens d'athlétisme se sont régulièrement tenus sur les terrains du MAAA avant 1909. Étienne Desmarteau, premier Québécois à remporter une médaille olympique, s'entraînait sur ce terrain. Des sélections pour l'équipe olympique d'athlétisme du Canada s'y sont tenues, par exemple en 1924 pour les Jeux de Paris.

### Cricket
Le terrain du MAAA a servi pour des matchs de cricket avant que la popularité de ce sport ne décline au cours du XXe siècle.